# 데이지 리들리
데이지 재즈 이소벨 리들리(Daisy Jazz Isobel Ridley, 1992년 4월 10일 ~ )는 잉글랜드의 배우이다. 그녀는 작은 텔레비전 시리즈나 단편 영화에 출연한 것으로 연기 경력을 시작했으며, 이후 2015년 영화 《스타워즈: 깨어난 포스》에 레이 역으로 출연하며 세계적으로 이름을 알렸다.

## 어린 시절
데이지 리들리는 1992년 4월 10일 런던 웨스트민스터에서 태어났다. 리들리는 루리이 호크너-코베트와 크리스 리들리의 세 자매 중 막내였다. 그녀는 '키카 로즈'와 '포피 소피아'라는 이름의 두 언니를 두고 있다. 또한 아버지의 첫 결혼에서 태어난 두 명의 이복 언니가 있다. 어머니의 가문인 호크너-코베트는 군인과 의사를 바탕으로 둔 상류 지주 계층이다. 그녀의 증조부는 영국에서 1968년부터 1977년까지 방영되며 인기를 끌었던 2차 대전 배경의 시트콤 《노인 부대》(Dad’s army)의 배우이자 각본가인 아놀드 리들리다.
그녀는 자라면서 《마틸다》를 가장 좋아하는 영화로 선정한다. 로얄드 달의 유년기 이야기를 각색한 이 영화의 주인공(마라 윌슨 분)은 그녀의 롤 모델이었다. 리들리는 9살부터 18살까지 트링파크 예술고등학교에 다녔으며, 장학금을 수여받기도 했다. 이후 런던의 버크벡 대학교에서 고전 문명을 전공했지만 연기에 집중하기 위해 중퇴했다.

## 경력

### 초기 경력
리들리는 2010년에 고등학교를 졸업하고, 처음 작품에 캐스팅되기 시작한 것이 2013년이다. 초창기에는 TV 시리즈인 《영거스》, 《토스트 오브 런던》, 《무언의 목격자》, 《미스터 셀프리지》, 《캐주얼티》 등의 TV 시리즈에서 작은 역할을 맡았다. 또한 사이파이 런던 48시간 영화 첼린지(제한시간 48시간 안에 만든 영화들이 출품돼 경쟁하는 부문)에서 입상한 《블루 시즌》이라는 5분짜리 단편의 주인공도 맡았다. 단편 영화 《라이프 세이버》에서는 주역을 맡았고, 이는 영국 아카데미 텔레비전상에 후보로 올랐다. 래퍼 와일리(Wiley)의 〈Lights On〉 뮤직비디오에도 출연하여 킴이라는 배역을 맡았다.

### 《스타워즈》로 스타덤에 오르다
2014년 4월, 리들리가 《스타워즈: 깨어난 포스》의 주역 중 한명인 레이로 출현할 것이라고 발표됐다. 그녀의 영화 출연은 2014년 2월에 결정되었다. 《롤링 스톤》에 의하면, 당시 그녀는 "완전히 무명"이었다. J. J. 에이브럼스 감독의 선택은, 1977년 조지 루카스가 첫 번째 스타워즈 영화의 주역으로 상대적으로 알려지지 않은 배우를 출연시키는 것을 반복한 것으로 여겨졌다.
2015년 10월 영화 개봉 전, 자신이 분한 캐릭터인 레이와 드로이드 BB-8가 함께 우표에 그려져 있는 스타워즈 우표 세트를 영국 우편 서비스 로열 메일이 출시했다. 전 세계적으로 20억 달러가 넘는 매출을 올린 《스타워즈: 깨어난 포스》는 주요 흥행작이었고, 2015년 최고 흥행 영화가 되었다. 영화의 개봉 이후 《데일리 메일》의 브라이언 비너는 리들리를 "쇼의 진정한 스타"라고 했으며, 그가 연기한 레이가 "그녀의 경력을 궤도로 진입시켰다"고 덧붙였다. 리처드 로퍼가 "기가 막히는 연기"라고 호평하는 등 그녀의 연기는 극찬을 받았다.

### 이후 예정 역할
리들리는 상대역인 루크 스카이워커 역의 마크 해밀과 함께 《스타워즈 에피소드 8》에서도 레이 역으로 출연한다. 이 영화는 2017년 12월 개봉 예정이다.
리들리는 애거사 크리스티의 탐정 소설 《오리엔트 특급 살인》을 각색한 영화에 출연한다. 케네스 브래나가 감독 및 출연하며, 2016년 11월 런던에서부터 제작이 시작되었다. 2016년 8월에는 소설 시리즈 《카오스 워킹》를 각색한 영화에 출연할 예정이라고 발표되었다. 2018년에는 비아트릭스 포터가 쓴 아동 작품인 피터 래빗을 각색한 애니메이션/실사 액션 영화에서 주역을 맡게 된다.

### 성우
리들리는 일본의 애니메이션 영화 《추억은 방울방울》(Only Yesterday, 1991)의 영어 더빙에서 타에코 역을 맡았다. 영화는 2016년 1월 1일 뉴욕 시에서 개봉했고, 이후 미국 전역에서 2월 26일까지 상영되었다. 이 영화로 리들리는 《스타워즈》의 베테랑 연기자인 애슐리 에크스타인(Ashley Eckstein, 스타워즈 애니메이션에서 가장 저명한 여성 주역인 아소카 타노(Ahsoka Tano)의 목소리로 유명함)과 함께 작업할 수 있었다.

### 프로듀서
리들리는 2016년 1월 개봉한 다큐멘터리 영화 《더 이글 헌터》에서 이그제큐티브 프로듀서를 맡았다. 감독인 오토 벨은 이런 말을 남겼다. "세상에는 극장에 자주 드나드는 사람이 수없이 많은데, 난 데이지가 최근 연기한 능력있는 여성 주인공의 모습에 날아갈 것만 같았다. 난 멀리 떨어진 땅에서 승리를 향한 길을 걷는 그녀가 현실 세계에서도 같은 에너지를 가져올 수 있을 것이라고 생각한다." 영화는 1월 24일 선댄스 영화제에서 리들리의 나레이션과 함께 초연되었다.

## 참여 작품

### 영화
| 연도 | 제목                                 | 역할            | 비고          |
| ---- | ------------------------------------ | --------------- | ------------- |
| 2013 | 《라이프세이버》                     | 조              | 단편 영화     |
| 2013 | 《블루 시즌》                        | 사라            | 단편 영화     |
| 2013 | 《100% 비프》                        | 소녀            | 단편 영화     |
| 2013 | 《크로스트 와이어즈》                | 그녀            | 단편 영화     |
| 2015 | 《스크롤》                           | 한나            |               |
| 2015 | 《스타워즈: 깨어난 포스》            | 레이            |               |
| 2016 | 《추억은 방울방울》                  | 오카지마 타에코 | 영어 더빙     |
| 2016 | 《더 이글 헌트리스》                 | 나레이터        | 프로듀서      |
| 2017 | 《오리엔트 특급 살인》               | 메리 데브넘     |               |
| 2017 | 《스타워즈: 더 라스트 제다이》       | 레이            | [ 41 ] [ 42 ] |
| 2018 | 《오필리아》                         | 오필리아        |               |
| 2018 | 《피터 래빗》                        | 코튼테일        | 목소리 출연   |
| 2019 | 《스타워즈: 라이즈 오브 스카이워커》 | 레이            |               |
| 2021 | 《카오스 워킹》                      | 비올라 이드     |               |
| 2021 | 《피터 래빗 2: 파 프롬 홈》          | 코튼 테일       | 목소리 출연   |
| 2025 | 《클리너》                           | 조이 로크       |               |

### 텔레비전
| 연도 | 제목                       | 역할          | 비고                                          |
| ---- | -------------------------- | ------------- | --------------------------------------------- |
| 2013 | 《캐주얼티》               | 프랜 배딩필드 | 에피소드 〈And the Walls Come Tumbling Down〉 |
| 2013 | 《영거스》                 | 제시          | 에피소드 〈A to B and the Apology〉           |
| 2013 | 《토스트 오브 런던》       | 샬럿          | 에피소드 〈Vanity Project〉                   |
| 2014 | 《무언의 목격자》          | 한나 케네디   | 2개 에피소드                                  |
| 2014 | 《미스터 셀프리지》        | 록시 스터렛   | 에피소드 〈2.8〉                              |
| 2015 | 《새터데이 나이트 라이브》 | 본인          | 《스타워즈》 오디션 부분                      |

### 뮤직 비디오
| 연도 | 가수   | 제목          |
| ---- | ------ | ------------- |
| 2013 | 와일리 | 〈Lights On〉 |

### 비디오 게임
| 연도 | 제목                           | 목소리 | 비고                                 |
| ---- | ------------------------------ | ------ | ------------------------------------ |
| 2015 | 《디즈니 인피니티 3.0》        | 레이   | 《스타워즈: 깨어난 포스》 플레이세트 |
| 2016 | 《레고 스타워즈: 깨어난 포스》 | 레이   |                                      |
| 2021 | 《Twelve Minutes》             | 아내   |                                      |

## 수상과 후보
| 연도 | 상                             | 부문                                       | 작품                      | 결과 | 출처   |
| ---- | ------------------------------ | ------------------------------------------ | ------------------------- | ---- | ------ |
| 2015 | 제드 페스트 영화제             | 우수 연기상                                | 《스크롤》                | 수상 | [ 43 ] |
| 2015 | 플로리다 영화 비평가 협회      | FCC 주목할 배우상                          | 《스타워즈: 깨어난 포스》 | 수상 | [ 44 ] |
| 2016 | 오하이오 중부 영화 비평가 협회 | 주목할 영화 배우상                         | 《스타워즈: 깨어난 포스》 | 후보 | [ 45 ] |
| 2016 | 조지아 영화 비평가 협회        | 브레이크스루상                             | 《스타워즈: 깨어난 포스》 | 후보 | [ 46 ] |
| 2016 | EDA 어워드                     | 최우수 여성 액션 스타상                    | 《스타워즈: 깨어난 포스》 | 후보 | [ 47 ] |
| 2016 | EDA 어워드                     | 최우수 브레이크스루 연기상                 | 《스타워즈: 깨어난 포스》 | 후보 | [ 47 ] |
| 2016 | 니켈로디언 키즈 초이스 어워드  | 가장 좋아하는 여자배우상                   | 《스타워즈: 깨어난 포스》 | 후보 | [ 48 ] |
| 2016 | 엠파이어상                     | 최우수 여성 신인상                         | 《스타워즈: 깨어난 포스》 | 수상 | [ 49 ] |
| 2016 | MTV 무비 어워드                | 최우수 여성 연기상                         | 《스타워즈: 깨어난 포스》 | 후보 | [ 50 ] |
| 2016 | MTV 무비 어워드                | 최우수 히어로                              | 《스타워즈: 깨어난 포스》 | 후보 | [ 50 ] |
| 2016 | MTV 무비 어워드                | 최우수 브레이크스루 연기상                 | 《스타워즈: 깨어난 포스》 | 수상 | [ 50 ] |
| 2016 | MTV 무비 어워드                | 최우수 전투상 (애덤 드라이버와 함께)       | 《스타워즈: 깨어난 포스》 | 후보 | [ 50 ] |
| 2016 | 새턴상                         | 최우수 여자배우상                          | 《스타워즈: 깨어난 포스》 | 후보 | [ 51 ] |
| 2016 | 틴 초이스 어워드               | 초이스 무비 여배우 – 사이파이/판타지       | 《스타워즈: 깨어난 포스》 | 후보 | [ 52 ] |
| 2016 | 틴 초이스 어워드               | 초이스 무비: 케미스트리 (존 보예가와 함께) | 《스타워즈: 깨어난 포스》 | 후보 | [ 52 ] |
| 2016 | 틴 초이스 어워드               | 초이스 무비: 브릭아웃 스타                 | 《스타워즈: 깨어난 포스》 | 수상 | [ 52 ] |